# Crepis capillaris
Crepis capillaris là một loài thực vật có hoa trong họ Cúc. Loài này được (L.) Wallr. mô tả khoa học đầu tiên năm 1840.